# A6高速公路 (葡萄牙)
A6高速公路（葡萄牙語：A6 Autoestrada），又稱阿連特茹高速公路（Auto-Estrada  do Alentejo），是一條橫貫葡萄牙中部的高速公路，西起馬拉特卡，經埃武拉，至接壤西班牙的卡亞，全長159公里。
全線四線行車，設有十三處交流道和四個服務站。1995年至1999年分段通車。全段是歐洲E90公路的一部分。